# Chlorovibrissea phialophora
Chlorovibrissea phialophora är en svampart som beskrevs av Samuels & L.M. Kohn 1989. Chlorovibrissea phialophora ingår i släktet Chlorovibrissea och familjen Vibrisseaceae.   Inga underarter finns listade i Catalogue of Life.